# Liposukcja

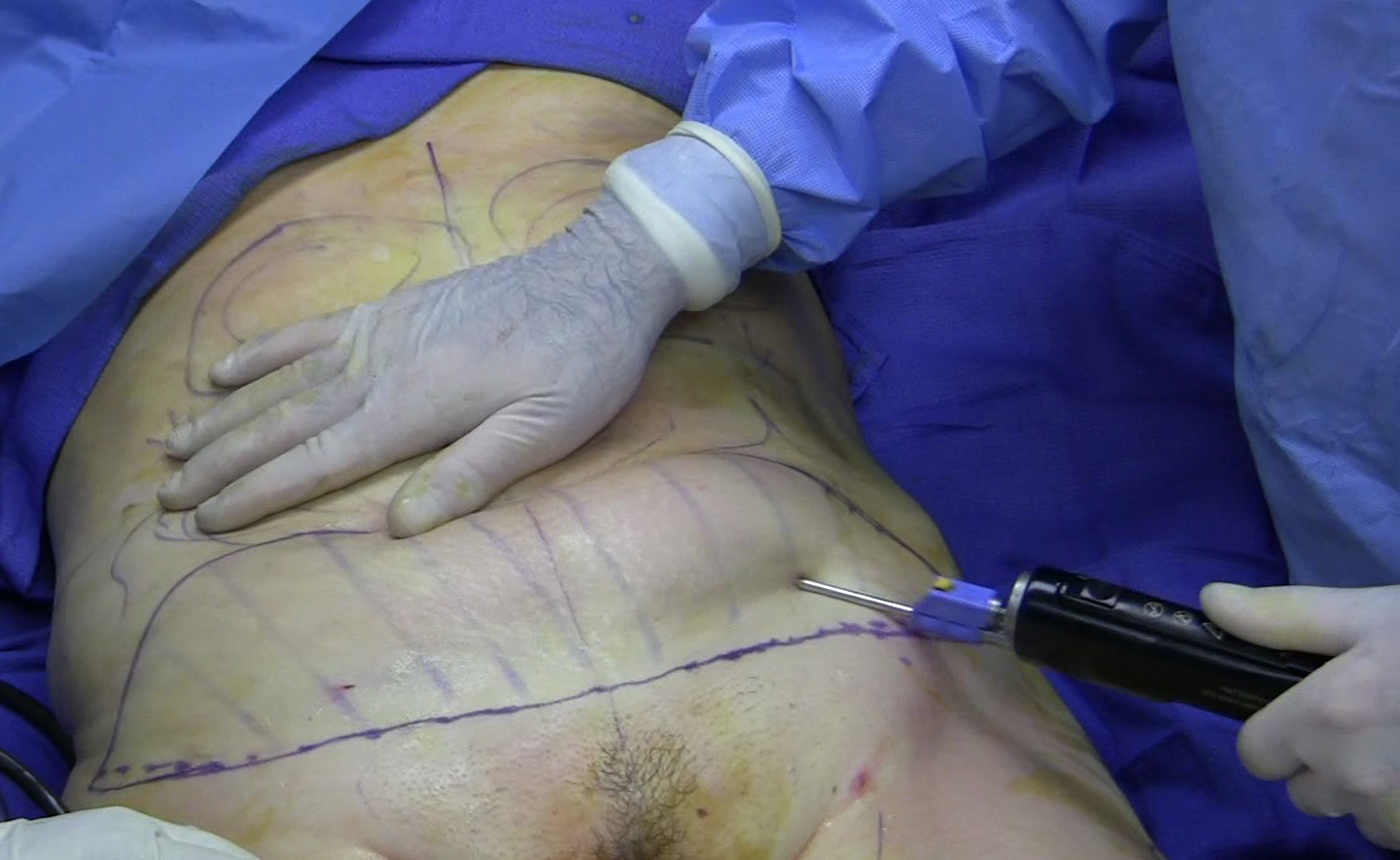
Zabieg liposukcji

Liposukcja, odsysanie tłuszczu, potocznie lipo – kosmetyczna operacja polegająca na usunięciu tkanki tłuszczowej z różnych miejsc ludzkiego ciała (brzucha, ud, pośladków, rzadziej szyi, pleców, ramion). 
Istnieją czynniki ograniczające ilość tkanki tłuszczowej, jaką można z danego obszaru ciała odessać w czasie zabiegu. Lekarz wspólnie z pacjentem uzgadnia szczegóły liposukcji tak, aby efekt po zabiegu był możliwie najlepszy, bez pofałdowanej lub mocno obwisłej skóry i nierówności. Należy mieć też na uwadze, że im więcej tłuszczu zostanie odessane w trakcie jednej sesji, tym większe ryzyko wystąpienia powikłań. Jak wynika z różnego rodzaju raportów, usunięcie znacznej ilości tkanki tłuszczowej (powyżej 20kg) przy pomocy liposukcji może spowodować utratę wagi większą niż faktyczna ilość zredukowanej tkanki. Zabieg może być przeprowadzany zarówno w znieczuleniu ogólnym, jak i miejscowym. Bezpieczna liposukcja uwzględnia nie tylko ilość jednorazowo odessanej tkanki tłuszczowej, ale także wybór sposobu znieczulenia oraz ogólny stan zdrowia pacjenta. Najlepiej, aby pacjent cieszył się nie tylko dobrym zdrowiem, ale również był wolny od nałogów, zwłaszcza tytoniowego.

## Historia
Liposukcja ewoluowała w latach 1960 za sprawą chirurgów z Europy, którzy liposukcje wykonywali z wykorzystaniem prymitywnej techniki łyżeczkowania. Próby te zostały zignorowane ze względu na liczne problemy z większą zachorowalnością i nadmiernym krwawieniem. Nowoczesny zabieg zaprezentowany został przez francuskiego lekarza Dr Yves-Gerard Illouz w 1982 roku. "Metoda Illouz" opierała się na technice lipolizy wspomaganej próżniowo, płyn do tkanek wlewany był za pomocą krótkiej, grubej kaniuli oraz wysokiej próżni ssącej. Takie rozwiązanie pozwoliło na otrzymanie powtarzalnego, dobrego efektu oraz niskiej zachorowalności. W 1980 roku wielu chirurgów ze Stanów Zjednoczonych eksperymentowało z liposukcją. Zamiast znieczulenia ogólnego podjęto próby obniżenia aktywności ośrodkowego układu nerwowego za pomocą środków farmakologicznych bez utraty świadomości pacjenta (sedacji). Obawiano się wysokiej objętości płynu oraz toksyczności lidokainy stosowanej w technice tumescencyjnej, w związku z czym zredukowano ilość płynów w technice mokrej. W roku 1990 do liposukcji zostało wprowadzone badanie USG, w celu ułatwienia usuwania tłuszczu, który najpierw był rozbijany za pomocą ultradźwięków. Wielu lekarzy wyrażało opinię, że reklamowanie nowoczesnych technologii, poprawiających wyniki zabiegu liposukcji to jedynie chwyt marketingowy, a wybór odpowiedniego chirurga jest podstawowym czynnikiem, wpływającym na jakość i wynik zabiegu. Ogólnie rzecz ujmując, zalety 30 lat ulepszania przyczyniły się do uproszczeń w usuwaniu większej ilości komórek tłuszczowych, przy mniejszej utracie krwi, mniejszego dyskomfortu oraz mniejszego ryzyka. Ostatnie postępy sugerują, że także może zostać skrócony okres rekonwalescencji. Ponadto, tłuszcz może być również stosowany, jako naturalny wypełniacz. To jest czasami określane jako „autogenny przeszczep tłuszczu”. Tłuszcz jest usuwany z jednej części ciała pacjenta (np. brzucha), oczyszczany, a następnie ponownie wprowadzany do powierzchni ciała gdzie pożądane jest nadanie innego kształtu, na przykład w celu zmniejszenia lub wyeliminowania zmarszczek, lub modelowania piersi.

## Popularność
Usunięcie zbyt dużych ilości tłuszczu jest nie tylko skomplikowanym zabiegiem, ale zagraża ludzkiemu zdrowiu i życiu. Amerykańskie Towarzystwo Chirurgów Plastycznych (American Society of Plastic Surgeons) definiuje „duży” w tym kontekście, jako większy niż 5 litrów. Najczęściej liposukcja jest wykonywana na brzuchu i udach u kobiet lub brzuchu i bokach u mężczyzn. Według Amerykańskiego Towarzystwa Estetycznej Chirurgii Plastycznej, liposukcja była najczęściej wykonywanym zabiegiem chirurgii plastycznej w 2006 roku ok. 403.684 pacjentów.

## Kandydat
Nie każdy jest dobrym kandydatem do liposukcji. Nie jest to dobra alternatywa dla diety i ćwiczeń. Aby być odpowiednim kandydatem, trzeba mieć ukończone 18 lat i mieć dobry stan zdrowia, stosować diety i regularnie ćwiczyć. Liposukcja najlepiej sprawdza się u osób, które mają tłuszcz zlokalizowany w niektórych obszarach ciała. Znaczące ograniczenia powodują choroby (np. cukrzyca, zakażenia i serca lub problemy naczyniowe) i mogą one być ważące, jeśli chodzi o zakwalifikowanie do zabiegu. U osób starszych naturalnie skóra jest mniej elastyczna i gorzej jej się dostosować do nowego kształtu. Odsysanie tłuszczu z brzucha nie powinno być łączone z jednoczesną plastyką brzucha ze względu na większe ryzyko powikłań oraz śmiertelność. Na Florydzie prawo zabrania praktyk łączących liposukcji górnej części brzucha i jednoczesnej plastyki brzucha w związku z większym ryzykiem.

## Procedury
Podstawowymi wyzwaniami dla chirurgicznej liposukcji, bez względu na procedurę, są:
- określenie właściwej ilości odessanego tłuszczu w danym przypadku
- jak najmniejsza ingerencja w sąsiednie tkanki (naczynia krwionośne, tkanki łączne)
- zachowanie w organizmie równowagi płynów
- jak najmniejszy dyskomfort dla pacjenta.

Techniki liposukcji zostały udoskonalone, wiele rozwiązań przyczyniło się do zwiększenia bezpieczeństwa, poprawienia efektów lub zwiększenia komfortu pacjenta. Działania marketingowe utrudniają konsumentom ustalenie, co jest prawdą, a co fikcją.

## Obszary ciała, gdzie zabieg jest wykonywany
- brzuch
- piersi
- biodra
- pośladki
- boki
- uda (strona zewnętrzna i wewnętrzna)
- plecy
- pod kolanami
- ramiona
- podbródek
- klatka piersiowa (ginekomastia)

## Techniki
Tłuszcz jest usuwany za pomocą kaniuli (plastikowej rurki), przy zasysaniu (urządzenie ssące). Metody liposukcji mogą być podzielone ze względu na ilość wtryskiwanego płynu i mechanizm, w którym pracuje kaniula.

### Techniki liposukcji
Liposukcja ssąca (SAL) – jest to standardowa metoda liposukcji. W tym podejściu, małe kaniule (np. słomy) wprowadza się przez niewielkie nacięcie. Kaniula jest dołączona do urządzenia próżniowego. Chirurg popycha ją w przód i wykonuje ruch do tyłu, po rozbiciu komórki tłuszczowe są odsysanie.
Liposukcja z USG (UAL) – w liposukcji wspomaganej za pomocą ultrasonografii lub fal ultradźwiękowych. Kaniula przenosi drgania do organizmu, ta wibracja niszczy ściany komórek tłuszczowych, zamieniając go na postać płynną i ułatwiając odessanie. UAL jest dobrym wyborem do pracy na bardziej włóknistych obszarach, takich jak górna część pleców i klatka piersiowa mężczyzny. To trwa dłużej niż tradycyjna liposukcja, jednak nie dłużej niż liposukcja tumescencyjna. Jest nieco mniejsza utrata krwi, stwarza nieco większe ryzyko tworzenia się kieszeni z płynem, lecz można je bez problemu odessać igłą. Po liposukcji ultradźwiękowej, konieczne jest wykonanie ssącej liposukcji celem usunięcia ciekłego tłuszczu lub osadzenia dodatkowych komórek tłuszczowych, gdzie jest to wymagane dla odpowiedniego modelowania ciała. Techniki liposukcji wspomagane ultradźwiękami stosowane w latach 1980 i 1990 były związane z przypadkami uszkodzenia tkanek, zwykle z nadmiernego narażenia na działanie energii ultradźwiękowej. Trzecia generacja urządzeń UAL rozwiązała ten problem za pomocą pulsacyjnego dostarczania energii i specjalistycznej sondy, która pozwala lekarzom bezpiecznie usunąć nadmiar tłuszczu.
Wspomagania liposukcja (PAL) - PAL wykorzystuje wyspecjalizowaną kaniulę z mechanicznym ruchem tak, że lekarz nie musi wykonywać dowolnej liczby wychyleń. W przeciwnym razie jest ona podobna do tradycyjnej liposukcji SAL. 
Podwójna kaniula (wspomagana) liposukcja (TCAL lub TCL) – w liposukcji tej używane są dwie kaniule jedna wewnątrz drugiej. Kaniula wewnętrzna nie ma wpływu na tkanki pacjenta lub ruchy chirurga przy każdym posunięciu kaniuli w przód. Odsysająca kaniula wewnętrzna porusza się w szczelinie kaniuli zewnętrznej stymulując ruch do 5cm, a nie jedynie 1-2mm jak to ma miejsce przy wibracjach wspomaganych urządzeniami elektrycznymi. Liposukcja powierzchniowa lub podskórna ułatwiona jest przez odpowiedni rozstaw kaniuli zewnętrznej oraz fakt, że kaniule nie nagrzewają się, co eliminuje możliwość oparzenia wskutek ciepła wytworzonego przez tarcie. 
Wspomaganie liposukcji zewnętrznym USG (XUAL lub EUAL) – XUAL jest typem UAL, w którym energia ultradźwiękowa jest stosowana z zewnątrz, przez skórę, co wyklucza konieczność stosowania specjalnej igły stosowanej w technice UAL. Technika ta została opracowana, ponieważ lekarze stwierdzili, że w niektórych przypadkach metoda UAL spowodowała martwicę skóry i kieszenie z krwi oraz blado złotawej wydzieliny (analogicznej do typowych krwiaków z krwinek czerwonych). XUAL pozwala na uniknięcie podobnych komplikacji przez zastosowanie zewnętrznego USG. Może jednocześnie zmniejszać dyskomfort, zarówno ten w trakcie zabiegu, jak i ten występujący później. Powoduje mniejszą utratę krwi i leczenie większych obszarów. Póki co, technika ta nie jest powszechnie stosowana, a badania ostatecznie nie potwierdziły jej skuteczności. 
Wodna liposukcja (WAL, Body Jet) - WAL wykorzystuje cienki wentylator o kształcie wiązki wodnej, który spulchnia strukturę tkanki tłuszczowej tak, że może ona zostać usunięta przez specjalną igłę. Podczas liposukcji wodnej ciecz stale jest podawana i prawie natychmiast odsysana za pomocą tej samej igły. WAL wymaga innego rozwiązania infiltracji i powoduje powstawanie mniejszego natychmiastowego obrzęku niż w technice tumescencyjnej. Zaletą tego zabiegu jest możliwość ponownego wykorzystania „wypłukanej” tkanki tłuszczowej, np. do powiększenia piersi, modelowania pośladków czy wypełniania zmarszczek. Dlatego też często decydują się na niego pacjenci, którym zależy na odzyskaniu właściwych proporcji ciała.
Liposukcja wspomagana laserem(I-lipo) – w technice tej stosuje się laser do topienia komórek tłuszczowych w obszarze docelowym, dzięki czemu łatwiej je usunąć. Laser w tym przypadku podawany jest przez włókna gwintowane mikro kaniuli. Założenia tej metody są podobne do UAL. Uważa się, że techniki takie jak SmartLipo lub SlimLipo mogą również zmniejszyć zasinienie i krwawienie. Ponieważ liposukcja laserowa może ograniczać się do pojedynczych fragmentów skóry, zabieg poleca się pacjentom, dla których problematyczna jest otyłość miejscowa (nagromadzenie tkanki tłuszczowej w wybranych partiach ciała).
Liposukcja wspomagana ultradźwiękami VASER - metoda usuwania tkanki tłuszczowej. Obejmuje kilka etapów:
1. Infiltracja - znieczulenie tkanki podskórnej roztworem Kleina, powodując obkurczenie naczyń krwionośnych  i nawodnienie tkanki tłuszczowej;
2. Emulsyfikacja – aktywacja przez ultradźwięki  polegająca na odseparowaniu tkanki tłuszczowej od otaczających tkanek poprzez przetworzenie jej w emulsje. Ultradźwięki w środowisku wodnym minimalizują oddziaływanie na inne otaczające tkanki, tj. nerwy, naczynia krwionośne, tkankę łączną, tzw. selektywne niszczenie integralności błony komórkowej adipocytów. Fale ultradźwiękowe stymulują także fibroblasty do produkcji nowego kolagenu. Te czynniki prowadzą do szybszej rekonwalescencji  pacjenta.
3. Ekstrakcja - odessanie rozluźnionej masy komórkowej, która składa się z podanego wcześniej roztworu, zachowanych aktywnych metabolicznie komórek, tj. komórki tłuszczowe (adipocyty), komórki endotelialne, fibroblasty, komórki krwi, komórki krwiopochodne oraz komórki macierzyste (adMSC)z minimalną ilością tkanki łącznej i niewielkiej ilości krwi.

### Technika tumescencyjna
Technika tumescencyjna jest techniką, która zapewnia znieczulenie miejscowe do dużych ilości tkanki tłuszczowej. A tym samym pozwala na liposukcje całkowicie w znieczuleniu miejscowym. W przeszłości zabieg liposukcji wymagał transfuzji krwi z powodu jej znacznej utraty. Technika tumescencyjna eliminuje zarówno konieczność znieczulenia ogólnego, podając dożylnie leki uspokajające i jednoczenie minimalizuje utratę krwi. 

### Szwy
Ponieważ nacięcia są małe, a ilość płynu, który może wyciekać jest duża, niektórzy lekarze decydują się na pozostawienie otwartego nacięcia, aby umożliwić usunięcie z organizmu pacjenta nadmiaru płynów. Swobodny wyciek płynu ponoć ma wpływ na szybsze leczenie się nacięć. Zszycie opóźnia się na dzień lub dwa dając czas na wyciek większości pozostałego płynu. W czasie opróżniania się płynów opatrunki ran muszą być często zmieniane. Do zabezpieczenia rany wystarczą małe samoprzylepne opatrunki. Lekarze nie zgadzają się do końca z kwestią blizn i obrzęku, a pozostawieniem otwartej rany do pozbycia się nadmiaru płynu.

## Przygotowanie
- Minimum 2 tygodnie przed zabiegiem należy zaprzestać palenia tytoniu. Po zabiegu u osób palących widoczne mogą być siniaki w miejscu zabiegu.
- 2 tygodnie przed zabiegiem wskazane jest wykonanie niezbędnych badań kontrolnych, jak morfologia, oznaczenie grupy krwi, jonogram, APTT, INR, czas protrombiny, HBS, anty-HCV, HIV i in. Wskazane jest także wykonanie szczepienia przeciwko WZW.
- 2 tygodnie przed zabiegiem należy zacząć stosować odpowiednią dietę, nie przyjmować witaminy E, polopiryny, aspiryny i wszystkich leków przeciwzakrzepowych.
- Minimum 2 tygodnie przed zabiegiem nie powinna u pacjenta pojawić się żadna wirusowa infekcja czy przeziębienie. O wszelkich chorobach i dolegliwościach pacjent powinien powiadomić swojego lekarza.
- Jeśli planowany zabieg ma być przeprowadzony w znieczuleniu ogólnym pacjent powinien być na czczo w dniu zabiegu. Przy znieczuleniu miejscowym przybycie na czczo nie jest wymagane.
- Co najmniej dwa dni przed liposukcją absolutnie nie wolno spożywać alkoholu.
- Na zabieg liposukcji należy przyjechać w niekrępującym stroju. Jeśli zabieg wymaga 2-3 dniowego pobytu w szpitalu, trzeba mieć ze sobą niezbędne środki higieniczne i odzież na zmianę.

## Procedura

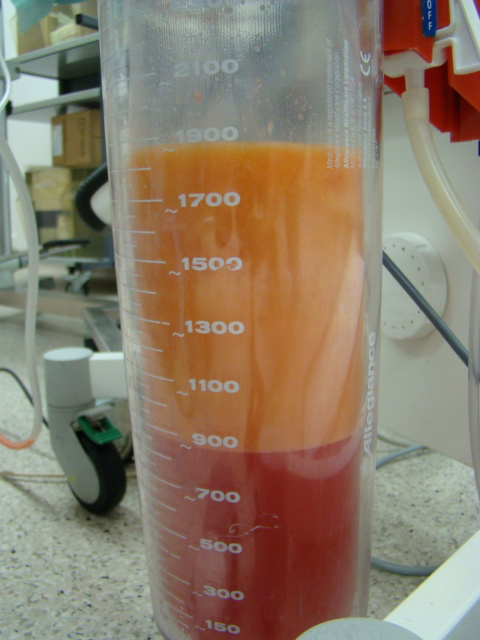
Aspiracja do liposukcji

We wszystkich metodach liposukcji są pewne standardy, których należy przestrzegać:
- Kandydat i chirurg powinni z wyprzedzeniem uzgodnić, które dokładnie obszary ma objąć zabieg oraz przedyskutować oczekiwane wyniki.
- W dniu zabiegu podpisywany jest formularz zgody.
- Antybiotyki mogą być podane godzinę przed zabiegiem.
- W pozycji stojącej nakreślane są obszary docelowe zabiegu.
- Jest możliwość wykonania zdjęć przed i po dla porównania wyników.
- Sala operacyjna powinna być czysta a odpowiednie jej obszary wysterylizowane, na przykład jodopowidonem.
- Pacjentowi przy znieczuleniu miejscowym można podać środek uspokajający doustnie lub dożylnie.
- Wykonuje się małe nacięcia, od jednej czwartej do jednej trzeciej cala.
- Należy zadbać o uzupełnienie płynów, ponieważ wraz z utratą tkanki tłuszczowej zmniejszy się ich ilość, a w organizmie równowaga płynów powinna być zachowana.
- Pacjent podłączony jest pod urządzenia monitorujące tak, aby śledzić ciśnienie krwi, tętno oraz poziom tlenu we krwi.
- Pacjent odczuwa jedynie wrażenie skrobania lub chrapliwy odgłos towarzyszący ruchowi igły.
- Pacjent zwykle może powrócić do domu już tego samego dnia, pod warunkiem, że zabieg nie był wykonywany w znieczuleniu ogólnym.

## Powrót do zdrowia
W zależności od rozległości zabiegu, pacjenci są na ogół w stanie wrócić do pracy w okresie od dwóch dni do dwóch tygodni. Przez dwa do czterech tygodni trzeba nosić specjalną odzież uciskową. Ubiór ten powinien być elastyczny i pozwalać na stosowanie opatrunków. Jeśli zastosowano niewchłaniane szwy, usunięcie ich następuje po pięciu do dziesięciu dni po zabiegu. W zależności od zastosowanej procedury, mogą wystąpić bóle, które trwają nawet do dwóch tygodni. Wszelkie dolegliwości bólowe mogą być łagodzone przy użyciu środków przeciwbólowych zarówno wydanych na receptę, jak i tych ogólnodostępnych. Siniaki zazwyczaj znikają w ciągu dwóch dni, lecz zdarzają się przypadki, że utrzymują się nawet do dwóch tygodni. Na zasinienia można stosować preparaty z heparyną (Lipohep lub Lioton 1000). Obrzęk ustępuje wolniej i może być widoczny nawet do dwóch miesięcy, drętwienie może utrzymywać się do kilku tygodni. Aby przyśpieszyć okres rekonwalescencji można po ok. 14 dniach skorzystać z usług masażysty. Profesjonalny masaż zmniejszy obrzęki, wyrówna drobne nierówności i przyspieszy gojenie. Optymalna liczba to 10 masaży - 5 tygodni x 2 zabiegi. W zależności od charakteru zabiegu powrót do aktywności może nastąpić od dwóch dni do kilku tygodni. Powrót do pełnej aktywności fizycznej (np., powrotu na basen, fitnessu, joggingu) powinien nastąpić po ok. 2-4 tygodniach. Przez 3 miesiące od zabiegu należy jednak unikać słońca i solarium, gdyż siniaki mogą przybrać postać brunatnych przebarwień. Na ostateczny rezultat należy poczekać nawet do sześciu miesięcy. Choć pacjent może już zauważyć różnicę jak tylko zacznie schodzić obrzęk. Odessane komórki tłuszczowe usunięte zostały na trwałe, lecz jeśli pacjent nie utrzyma odpowiedniej diety, zaniedba aktywności fizycznej, organizm może ponownie odkładać komórki tłuszczowe tworząc nieprawidłowości.

## Korzyści zdrowotne
To, czy liposukcja zapewnia korzyści zdrowotne związane z osiągnięciem utraty masy ciała za pomocą innych środków jest przedmiotem dyskusji w kręgach naukowych. Jednomyślnie lekarze zgadzają się, że liposukcja nie pomaga w zwalczaniu otyłości, zaburzeń metabolicznych tj. insulinoodporności, podczas gdy artykuł w NBC News stwierdził, że zabieg może zmniejszyć poziom niezdrowych trójglicerydów we krwi.
Badaniem objęto siedemnastu mężczyzn w wieku 37,15 ± 9,60 lat,  w tym  6 chorych z cukrzycą typu 2  i 11 bez chorób współistniejących. Badanie  miało na celu ocenę zmian metabolicznych zachodzących  pod wpływem  liposukcji w odniesieniu do uwalniania adipokin i insulinowrażliwości. Zastosowano liposukcję wspomaganą ultradźwiękami (UAL, Ultrasound assisted lipoplasty), przy użyciu urządzenia Vaser Lipo. Średnia objętość aspiracji  tkanki tłuszczowej wynosiła 2208 ± 562 ml. U pacjentów zaobserwowano obniżenie wartości wskaźnika masy ciała. Zaobserwowano poprawę wrażliwości na insulinę po 1–2 miesiącach obserwacji (p = 0,017 oraz p = 0,002, odpowiednio dla diabetyków i osób bez cukrzycy). Nie stwierdzono  znaczących zmian dotyczących adipokinów, leptyny i rozpuszczalnej frakcji receptora dla leptyny (OB-Re).

## Efekty uboczne
Efekt uboczny w przeciwieństwie do komplikacji, jest medycznie mały, choć może to być niewygodny, uciążliwy, a nawet bolesny. 
- Siniaki, mogą być bolesne w krótkim czasie i powinny zniknąć po kilku tygodniach.
- Obrzęk, powinien ustępować stopniowo w ciągu miesiąca, maksymalnie do dwóch.
- Blizny zmieniają się w zależności od rozległości zabiegu i procedury, powinny zanikać w ciągu najbliższych tygodni. Blizny często są sprawą indywidualną i po części zależą od predyspozycji genetycznych. U niektórych osób gojenie się blizn może trwać nawet rok.
- Ból powinien mieć charakter tymczasowy i być kontrolowany za pomocą leków przepisanych przez lekarza lub leków ogólnie dostępnych.
- Drętwienie, występujące czasami utrzymuje się do kilku tygodni.
- Przyrost masy ciała w okresie pooperacyjnym.
- Ograniczona mobilność zależy od wybranej procedury.

Mogą wystąpić różne czynniki mogące ograniczyć ruch na krótki czas, np.:
- Noszenie odzieży uciskowej,
- Utrzymywanie głowy w podniesionej pozycji,
- Tymczasowy obrzęk lub ból.

Chirurg powinien doradzić jak postępować, aby szybko powrócić do normalnej aktywności.

## Możliwe powikłania
Jak w przypadku każdego zabiegu, istnieje pewne ryzyko - problemy przejściowe i niewielkie skutki uboczne. Chirurg powinien wymienić je podczas konsultacji. Staranny dobór pacjenta zmniejsza ich występowanie. Prawdopodobieństwo wystąpienia powikłań jest zwiększone, gdy zabiegowi poddawane są liczne obszary ciała lub jeśli usuwana jest jednorazowo zbyt duża ilość tłuszczu. W 1990 r. było kilka zgonów w wyniku liposukcji, a także alarmująco wysokie wskaźniki powikłań. Przeprowadzając badania oraz podnosząc poziom wiedzy w tym zakresie chirurgom udało się zmniejszyć częstotliwość występowania powikłań. Z opublikowanych badań (lipiec 2007) wynikało, że ogólny odsetek powikłań klinicznych w liposukcji wyniósł 0,7% (5 z 702), drobne powikłania wynosiły 0,57%.
Poważne powikłania to:
- Uszkodzenia skóry: większość chirurgów pracuje na głębszych warstwach tłuszczu tak, aby uniknąć ranienia skóry dłużej niż to konieczne dla wprowadzenia kaniuli.
- Czasami kaniula może uszkodzić tkanki podskórne, które mogą pojawiać się na skórze.
- Martwica skóry zaliczana jest do rzadkich komplikacji, martwica występuje w obrębie rany, która wymaga rozszerzonej opieki.
- Przebicie narządu wewnętrznego, chirurg wprowadzając kaniulę może przypadkowo uszkodzić np. jelita grube podczas liposukcji brzucha. Takie uszkodzenia można naprawić, choć w rzadkich przypadkach mogą być przyczyną śmierci. Zabieg wykonywany przez doświadczonego chirurga plastycznego niesie ze sobą znikome ryzyko wystąpienia tego typu powikłania.
- Nieprawidłowy kontur, czasami skóra może wyglądać wyboiście lub mieć zwiędły wygląd, z powodu nierównomiernego usuwania tłuszczu bądź słabej elastyczności skóry. Nie u wszystkich pacjentów zabieg przyniesie takie same efekty. U starszych pacjentów leczenie może być wolniejsze, a efekty nieco mniej doskonałe. Czasami wystarczy niewielki retusz, aby procedura okazała się skuteczniejsza.
- Choć zabieg niesie ze sobą niskie ryzyko powikłań zakrzepowo-zatorowych, w tym ryzyko wystąpienia zatoru płucnego, to jednak nie możemy takiej możliwości wykluczyć[6].
- Oparzenia: ruch kaniuli czasami może powodować tarcia o skórę lub nerwy. Również w ULA, ciepło wytwarzane z urządzenia do ultradźwięków, może powodować oparzenia skóry lub tkanki głębszej.
- Toksyczność lidokainy: podczas wykonywania liposukcji super-mokrej lub tumescencyjnej stosuje się duże ilości soli fizjologicznej, która może zawierać zbyt duże stężenie lidokainy. Nadmiar lidokainy w ludzkim organizmie może być niebezpieczny. Pierwszymi objawami zatrucia się lidokainą są mrowienie oraz drętwienie, rzadziej drgawki. Następnie może dojść do utraty przytomności, zatrzymania oddychania lub zatrzymania akcji serca.
- Nierównowaga płynów: tłuszcz zawiera dużą ilość płynów, usuwając tłuszcz pozbywamy się z organizmu płynów. Wykonując liposukcję z kolei podawane są duże ilości płynów wraz z solą fizjologiczną istnieje, więc niebezpieczeństwo zakłócenie bilansu płynów w ludzkim organizmie. Skutki uboczne widoczne są dopiero po powrocie do domu. W przypadku, gdy zbyt duża ilość płynów pozostaje w ludzkim organizmie, mogą ucierpieć serce, płuca i nerki.

Chirurg plastyczny powinien dać pacjentowi listę symptomów tak, aby można było rozpoznać, co w danym przypadku się z pacjentem dzieje i w razie potrzeby wezwać pomoc medyczną. 

## W połączeniu z innymi procedurami
Liposukcja i podnoszenie skóry - usuwanie pewnej ilości tłuszczu spod skóry, jeśli skóra jest elastyczna dopasowuje się po zabiegu. Dobrym przykładem tego efektu jest liposukcja na obszarze żołądka oraz piersi. Poziom dostosowywania się skóry po zabiegu liposukcji zależy od wieku pacjenta, kondycji skóry, obecności chorób, od tego czy pali papierosy czy innych deformacji skóry w wyniku porodu lub innych zabiegów chirurgicznych. Zabieg liposukcji może w ostateczności przyczynić się do nieprawidłowości konturu skóry. Pacjenci z małą sprężystością skóry mogą wymagać chirurgicznego usunięcia nadmiaru skóry. Może to być przeprowadzone po upływie 6 miesięcy. Chirurgiczne zabiegi tj. lifting, abdominoplastyka, podniesienie piersi, podniesienie pośladków mogą być wykonywane, jeśli skóra zwiotczeje w wyniku znaczącej utraty wagi. Duża objętość liposukcji (SAL) w kombinacji z innym zabiegiem jest powszechna, ale może wpływać na większe ryzyko wystąpienia powikłań. Po zakończeniu liposukcji tkanka jest osłabiona, co wiąże się z utrata krwi. Nowa technika plastyki brzucha wymaga usunięcia zbędnego tłuszczu przez wycięciem nadmiaru skóry.

## Niechirurgiczne alternatywy
- Dieta i ćwiczenia fizyczne – zdrowe nawyki żywieniowe w połączeniu z regularnymi ćwiczeniami także mogą pomóc zgubić zbędne kilogramy. Jest to naturalny proces, lecz wymaga większej ilości czasu i determinacji niż zabieg liposukcji. Odchudzanie za pomocą ruchu i zdrowego odżywiania niesie niewielkie ryzyko w porównaniu do liposukcji.
- Kriolipoliza – stosowanie zewnętrznego schłodzenia w celu zmniejszenia zawartości tłuszczu.
- Chemiczna liposukcja - z zastosowaniem klenbuterolu, stanozololu lub efedryny; bardzo wysokie ryzyko efektów ubocznych lub powikłań[potrzebny przypis].

## Liposukcja jako metoda usuwania tłuszczaków
Tłuszczak jest guzem tkanki miękkiej, który z reguły stanowi nowotwór łagodny bez przerzutów. Dlatego jako mniej inwazyjna niż zabieg chirurgiczny metoda jego usunięcia może być stosowana liposukcja, czyli odsysanie tłuszczu obecnego w guzku. Zabieg jest przeprowadzany za pomocą igły, która przekłuwa narośl i zasysa nagromadzony tłuszcz. Procedura jest wykonywana w znieczuleniu miejscowym (czasem przy tłuszczakach mnogich w znieczuleniu ogólnym) i nie wymaga hospitalizacji czy rekonwalescencji. Odsysanie może nie objąć wszystkich komórek guza, jednak może być stosowane w przypadku mniejszych i mniej uciążliwych zmianach.